# Rio Turvinho
O rio Turvinho é um rio brasileiro do estado de São Paulo. 

## Bacia
- Pertence a bacia do rio Paranapanema.

## Nascente
Nasce entre os municípios de Lençóis Paulista e Borebi na localização geografica, latitude 22º37'16" Sul e longitude 48º56'41" Oeste

## Percurso
Da nascente segue em direção sudoeste (240º) do estado de São Paulo, paralelamente a rodovia SP-261 (trecho da rodovia estadual não asfaltada que liga os municípios de Águas de Santa Bárbara e Lençóis Paulista), continuando cruza com esta rodovia e dois quilômetros depois encontra o rio Claro. 

## Banha os municípios
Passa pelos municípios de: Lençóis Paulista e Borebi.

## Afluentes
Não consta

## Final
Se torna afluente do rio Claro bem próximo a rodovia SP-261 na localização geografica, latitude 22º45'07" Sul e longitude 49º01'55" Oeste. O rio Claro por sua vez é afluente do Rio Pardo quatorze quilômetros depois.

## Extensão
Percorre neste trajeto uma distância de mais ou menos 20 quilômetros.